# Alexandre Khloponine
 (août 2023).
Si vous disposez d'ouvrages ou d'articles de référence ou si vous connaissez des sites web de qualité traitant du thème abordé ici, merci de compléter l'article en donnant les références utiles à sa vérifiabilité et en les liant à la section « Notes et références ».
Alexandre Guennadiévitch Khloponine (en russe : Александр Геннадиевич Хлопонин), né le 6 mars 1965 à Colombo (Ceylan), est un homme politique russe, vice-président du gouvernement de Vladimir Poutine de 2010 à 2018, et représentant du président de la fédération de Russie dans le district fédéral du Nord-Caucase de 2010 à 2014.

## Biographie
Alexandre Khloponine naît à Colombo dans la famille d'un interprète soviétique de la mission économique soviétique à Ceylan. Il entre en 1982 à l'institut des finances de Moscou, dénommée aujourd'hui Académie des finances près le gouvernement de la fédération de Russie, dans la faculté d'économie internationale. Il fait son service militaire entre 1983 et 1985, puis sort diplômé de la faculté d'économie internationale, en 1989. Il entre à la Vnechekonombank. Il est vice-président de la banque Compagnie financière internationale en 1992 et président en 1996. Il entre ensuite au directoire de la compagnie Norilsk Nickel. Il est membre du conseil d'administration d'une filiale de la Norilsk Nickel, la compagnie  Kolskaïa GMK. De 1996 à 2001, il est directeur général de Norilsk Nickel.
Alexandre Khloponine est élu le 28 janvier 2001 gouverneur de Taïmyrie, à l'extrême-nord de la Sibérie, et, en septembre 2002, il est élu gouverneur du kraï de Krasnoïarsk, après la mort accidentelle d'Alexandre Lebed. Il fait partie du conseil politique du parti Russie unie.
Alexandre Khloponine est nommé, le 19 janvier 2010, représentant du président de la Fédération de Russie pour le district fédéral du Nord-Caucase, et vice-président du gouvernement.
Il serait d'après le journal Lechaim, d'origine juive. Il est marié et père d'une fille, Lioubov.